# Гойдалка

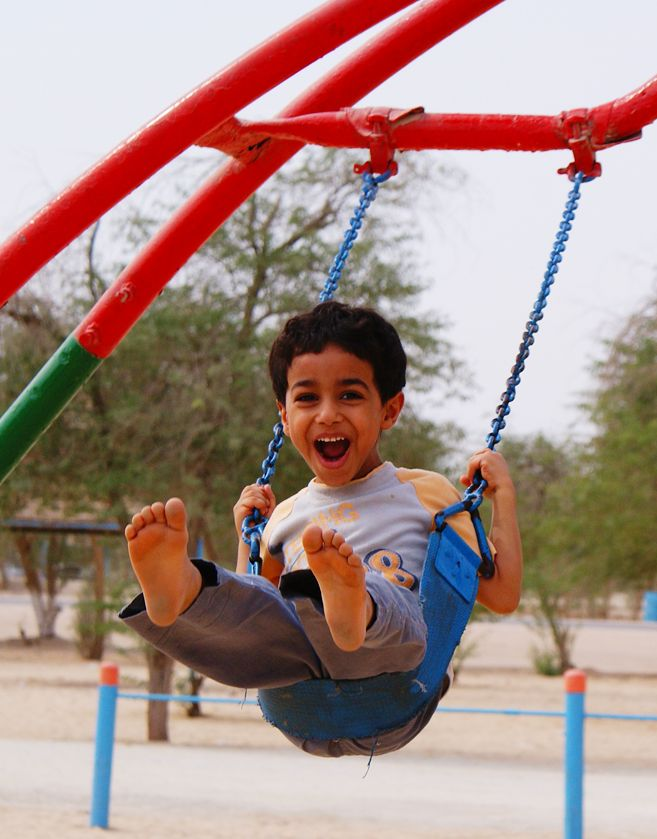
Хлопчик на гойдалці.

Го́йдалка, рідко го́йданка, орелі, діал. коли́ска — споруда для гойдання як для забави або розваги. Встановлюються на дитячих майданчиках, у місцях відпочинку тощо.

## Варіанти гойдалок
- Підвісна гойдалка — сидіння, підвішене між стовпами. Підвіс може бути як жорстким, так і нежорстким (використовуються мотузки/ланцюги)
- Гойдалка-дошка (гойдалка-балансир) — дошка, закріплена на опорі
- Гойдалка на пружині — сидіння, закріплене на пружині
- Тарзанка — гойдалка у вигляді поперечини, підвішеної на одній мотузці. Часто влаштовується над крутояром, може використовуватися для стрибків у воду

## Використання у виробництві
Подібні до гойдалки конструкції використовувалися ковалями при витягуванні дроту для кольчуг.

## Безпека
Незакріплені гойдалки можуть становити загрозу здоров'ю дітей.

## Галерея

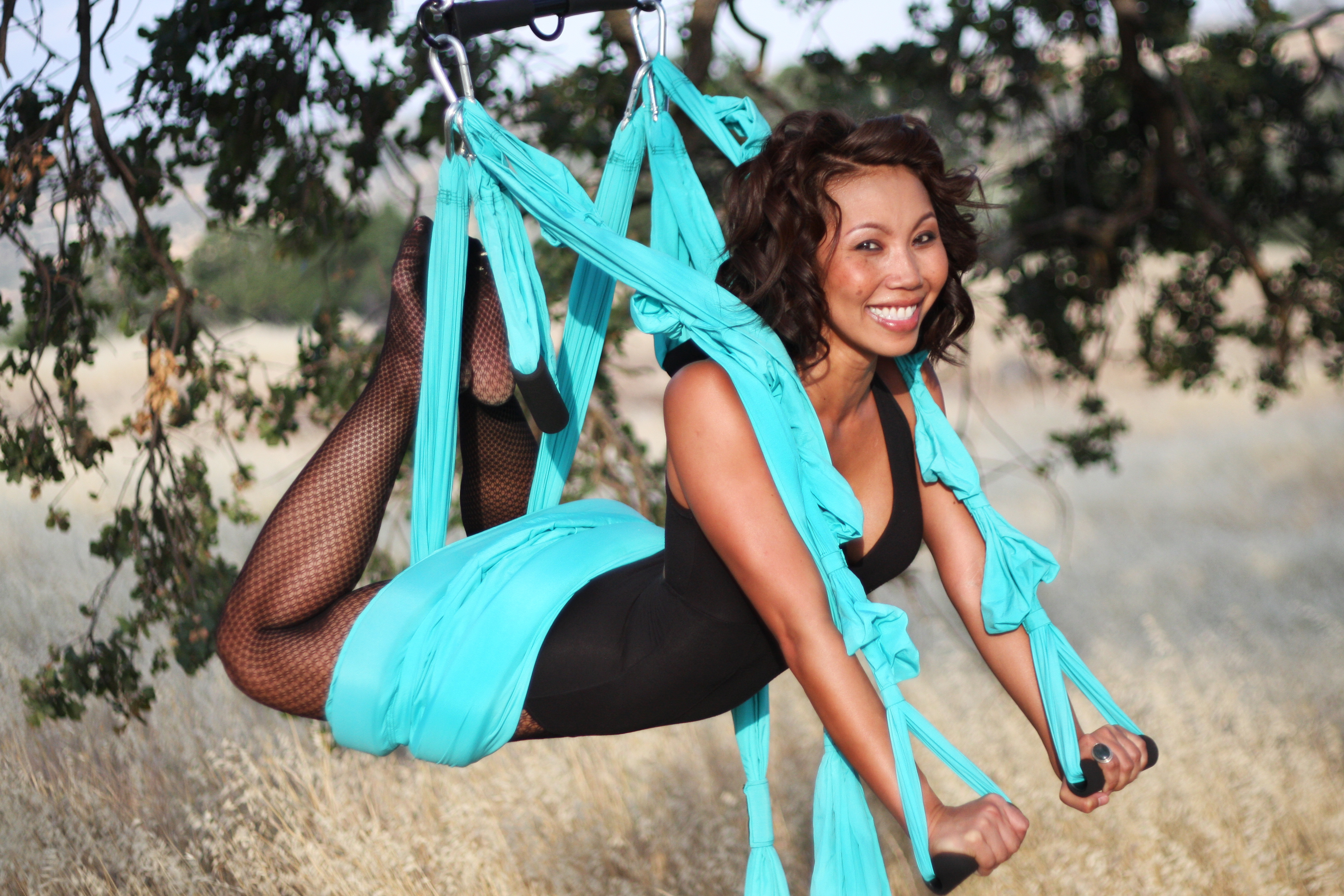
Гойдалка для занять йогою
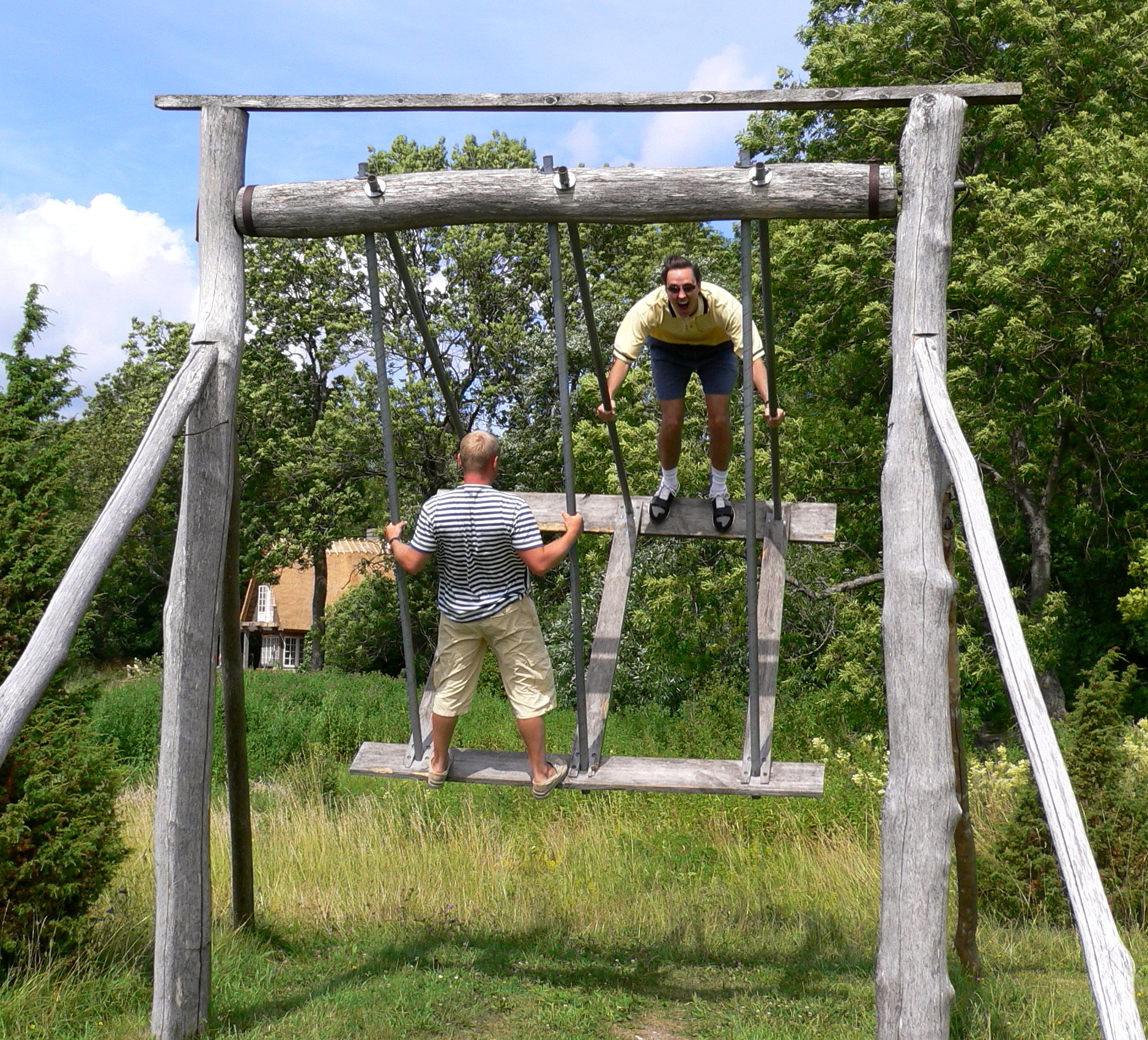
Традиційна естонська гойдалка
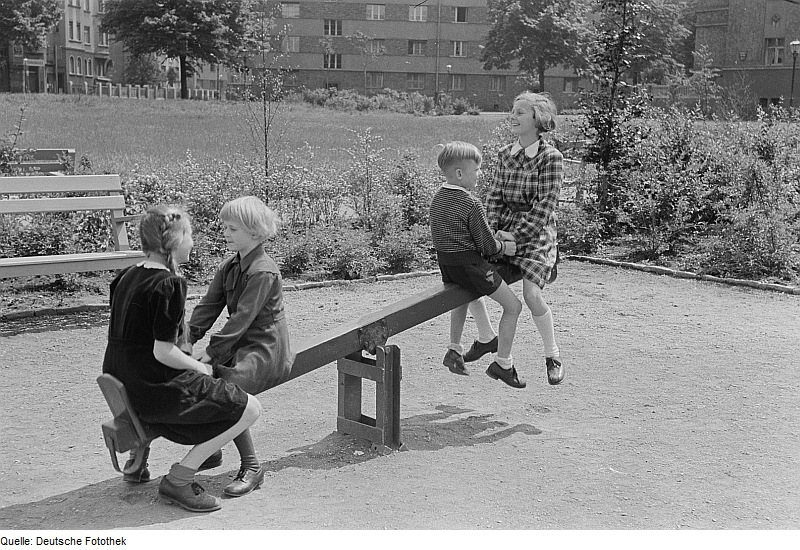
Діти на гоцалці
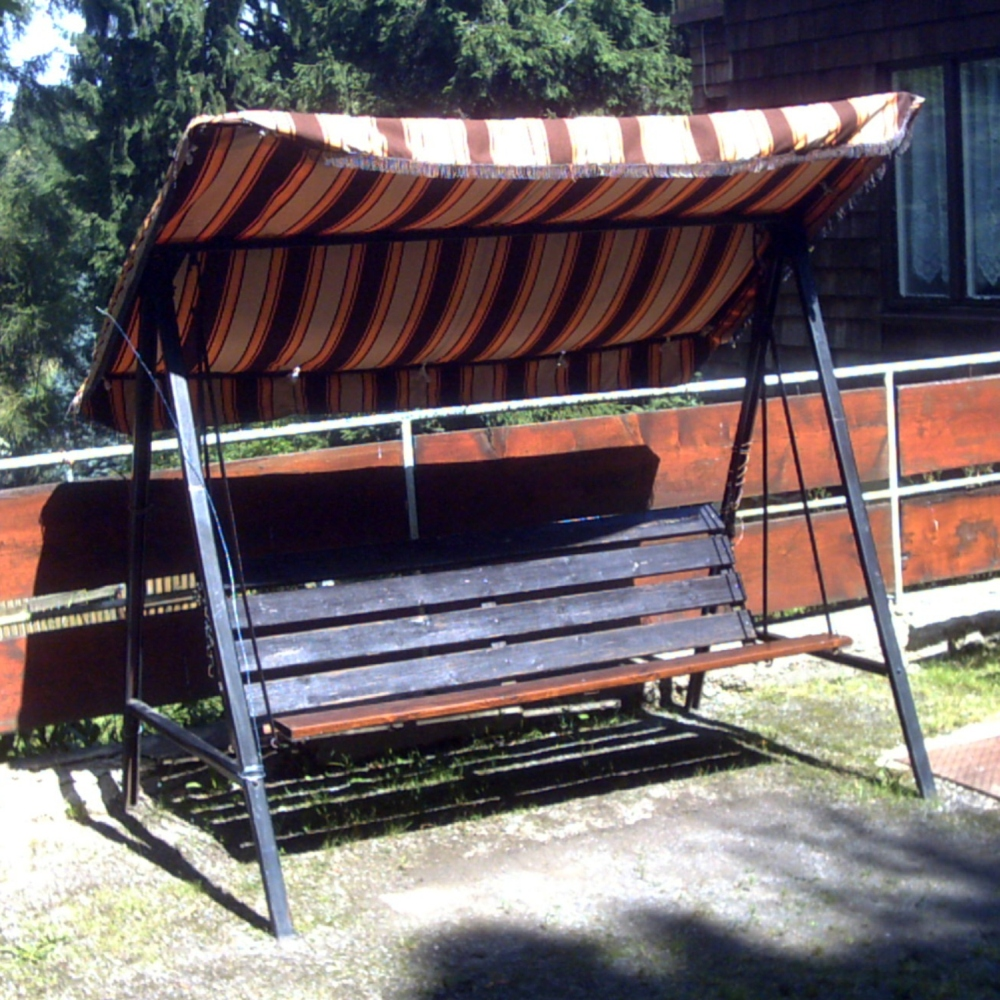
Садова гойдалка
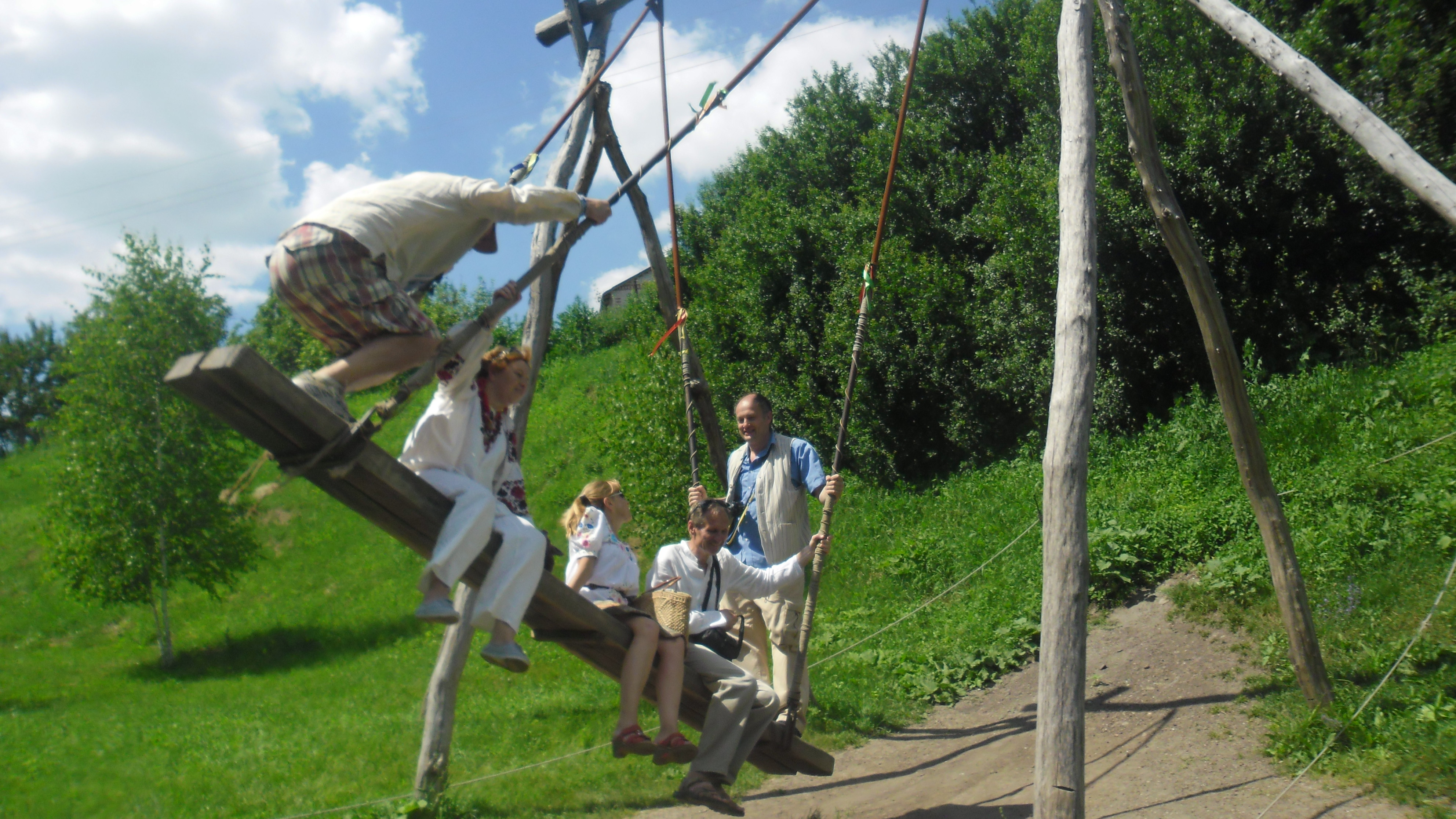
Українська гойдалка. Опішне. 2016 р.